# Léon Theremin

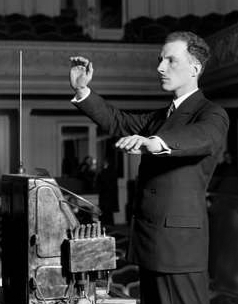
Léon Theremin.

Léon Theremin, ursprungligen Lev Sergejevitj Termen (ryska: Лев Сергеевич Термен), född 15 augusti 1896 i Sankt Petersburg, död 3 november 1993 i Moskva, var en framstående rysk uppfinnare och tekniker, mest känd för att ha skapat en av de första synthesizrarna: theremin, ett instrument som spelas utan att vidröras. Ett annat nyskapande musikinstrument var Terpistone, en dansplattform som med hjälp av liknade teknik som theremin kunde transformera dansares rörelser i musik. Theremin var verksam i både USA och Sovjetunionen.
Léon Theremin uppfann instrumentet theremin 1919 och lämnade Ryssland för en lång demonstrationsresa i Europa för att visa upp sitt instrument. I slutet på 1920-talet anlände han till USA där han bildade ett forskningsföretag. I Ryssland tillskrivs han vara den som redan 1927 byggde världens första televisionssystem. Hans amerikanska företag utvecklade och byggde kommunikationssystem för säker signalöverföring för amerikanska förvaret och privata företag. Han deltog också i framtagning av internationell telefoni mellan USA och utlandet, bland annat till Sovjetunionen.
Vid slutet av 1938 återvände Theremin till Sovjetunionen. Theremin förblev under hela sin vistelse i väst sovjetisk medborgare, och genom att flytta till Ryssland ville han göra en insats för teknologin i sitt hemland.  11 mars 1939 blev han arresterad av NKVD och den 15 augusti dömd till åtta år i Gulag, anklagad för att vara inblandad i mordet på Sergej Kirov. Theremin blev sänd till ett läger i Kolyma, och därefter överförd till ett hemligt NKVD/KGB-forskningslaboratorium (så kallad sjarasjka), där han fick utveckla elektroakustiska avlyssningsanordningar. 1947 fick han Stalinpriset av första graden för systemet Snöstorm för avlyssning på avstånd. Tekniken användes för att avlyssna amerikanska ambassaden i Moskva, genom att ryska scouterna (pjonjärerna) skänkte ambassadören på den amerikanska nationaldagen ett örnemblem med inbyggd bugg, den så kallade Great Seal Bug. Anordningen var i drift fram till 1952 innan den avslöjades.